# Phthirusa rufa
Phthirusa rufa là một loài thực vật có hoa trong họ Loranthaceae. Loài này được (Mart.) Eichler miêu tả khoa học đầu tiên.